# Fabrice Philipot
Pour les articles homonymes, voir Philipot.
Fabrice Philipot, né le 24 septembre 1965 à Montbard (Côte-d'Or) et mort le 17 juin 2020 à Semur-en-Auxois (Côte-d'Or), est un coureur cycliste français.

## Biographie
Fabrice Philipot devient professionnel en 1988 et le reste jusqu'en 1994. Il remporte cinq victoires durant cette période. 
Il passe professionnel chez Toshiba. En 1989, il est 24e et meilleur jeune du Tour de France. Il se classe également deuxième de Liège-Bastogne-Liège derrière Sean Kelly et quatrième du Critérium du Dauphiné libéré. L'année suivante, il rejoint Castorama. Treizième du Tour d'Italie, il est le Français le mieux classé sur le Tour de France, à la 14e place. Avec l'équipe espagnole Banesto qu'il rejoint en 1991, il est équipier de Miguel Indurain lors des deux premières de ses cinq victoires au Tour de France, en 1991 et 1992, et lors de ses deux victoires au Tour d'Italie, en 1992 et 1993. Après une dernière saison chez Chazal-MBK-König, il met un terme à sa carrière professionnelle en 1994, à 29 ans.
Il meurt le 17 juin 2020 à l'âge de 54 ans.

## Palmarès

### Coureur amateur
- 1985
  - Circuit du Morvan
- 1986
  - Tour du Béarn
  - Une étape du Tour du Gévaudan
  - Circuit de l'Auxois
  - 3e du Tour de la Moyenne Alsace
  - 3e du Tour du Gévaudan
- 1987
  - 2e étape du Tour Nivernais Morvan
  - Tour de la Vallée d'Aoste :
    - Classement général
    - 2e étape

  - Stuttgart-Strasbourg
  - 3e étape du Tour du Béarn
  - Une étape de la Ronde de l'Yonne
  - Une étape du Tour du Gévaudan
  - Circuit du Morvan
  - 2e du Grand Prix de Vougy
  - 2e du Circuit berrichon
  - 2e du Tour du Béarn
  - 3e du Tour du Roussillon

### Coureur professionnel
| - 1988 - Prologue de Paris-Nice (contre-la-montre par équipes) - Tour du Lyonnais : - Classement général - 1re étape - 2e du Trophée des grimpeurs - 1989 - 3e étape de Paris-Nice (contre-la-montre par équipes) - 6e étape du Grand Prix du Midi libre - Classement du meilleur jeune du Tour de France - 2e de Liège-Bastogne-Liège - 4e du Critérium du Dauphiné libéré | - 1991 - 4e étape du Tour du Vaucluse - 2e du Tour du Vaucluse - 1992 - 3e du Challenge de Majorque |  |

## Résultats sur les grands tours

### Tour de France
4 participations :
- 1989 : 24e,  vainqueur du classement du meilleur jeune
- 1990 : 14e
- 1991 : 24e
- 1992 : abandon (13e étape)

### Tour d'Italie
4 participations :
- 1988 : 37e
- 1990 : 13e
- 1992 : 22e
- 1993 : abandon (6e étape)

### Tour d'Espagne
2 participations :
- 1991 : 24e
- 1992 : abandon (12e étape)